# Marko Gebbert
Marko Gebbert (* 1974) ist ein deutscher Schauspieler.

## Leben
Der aus dem Erzgebirge stammende Gebbert absolvierte eine Schauspielausbildung an der Hochschule für Musik und Theater in Hannover. Von 2001 bis 2003 arbeitete er in Hamburg, unter anderem  am Hamburger Schauspielhaus, am Thalia Theater und auf Kampnagel. Seit 2003 ist er am Theater Kiel tätig, wo er „zahlreiche Haupt- und Titelrollen“ spielte und „zu einem der ganz großen Publikumslieblinge“ wurde. Für seine Arbeit auf den Kieler Bühnen wurde er 2018 als dritter Schauspieler nach Bernhard Minetti (1964) und Heinz Reincke (1983) mit dem Kulturpreis der Stadt Kiel ausgezeichnet.
2018 spielte er die Hauptrolle in Moritz Bolls Kurzfilm Abgetaucht, der den Jury-Preis des Filmfests Schleswig-Holstein gewann.